# Tommy Logan
Tommy Logan, właśc. Thomas Logan (ur. 17 sierpnia 1888 w Barrhead, zm. 21 czerwca 1962 w Lochranzy) – szkocki piłkarz występujący na pozycji pomocnika.
W 1913 roku zdobył Puchar Szkocji z zespołem Falkirk.
W barwach Chelsea rozegrał 107 spotkań i zdobył siedem bramek w Division One. Zadebiutował w tych rozgrywkach 6 września 1913 w przegranym 1:3 meczu z Tottenhamem Hotspur, a 7 lutego 1914 w zremisowanym 3:3 pojedynku z Preston North End, strzelił swojego pierwszego gola w Division One.
W reprezentacji Szkocji wystąpił jeden raz, 15 marca 1913 w wygranym 2:1 meczu British Home Championship przeciwko Irlandii.